# Neohoratia
Neohoratia is een geslacht van weekdieren uit de klasse van de Gastropoda (slakken).

## Soort
- Neohoratia coronadoi (Bourguignat, 1870)